# Lovčovice

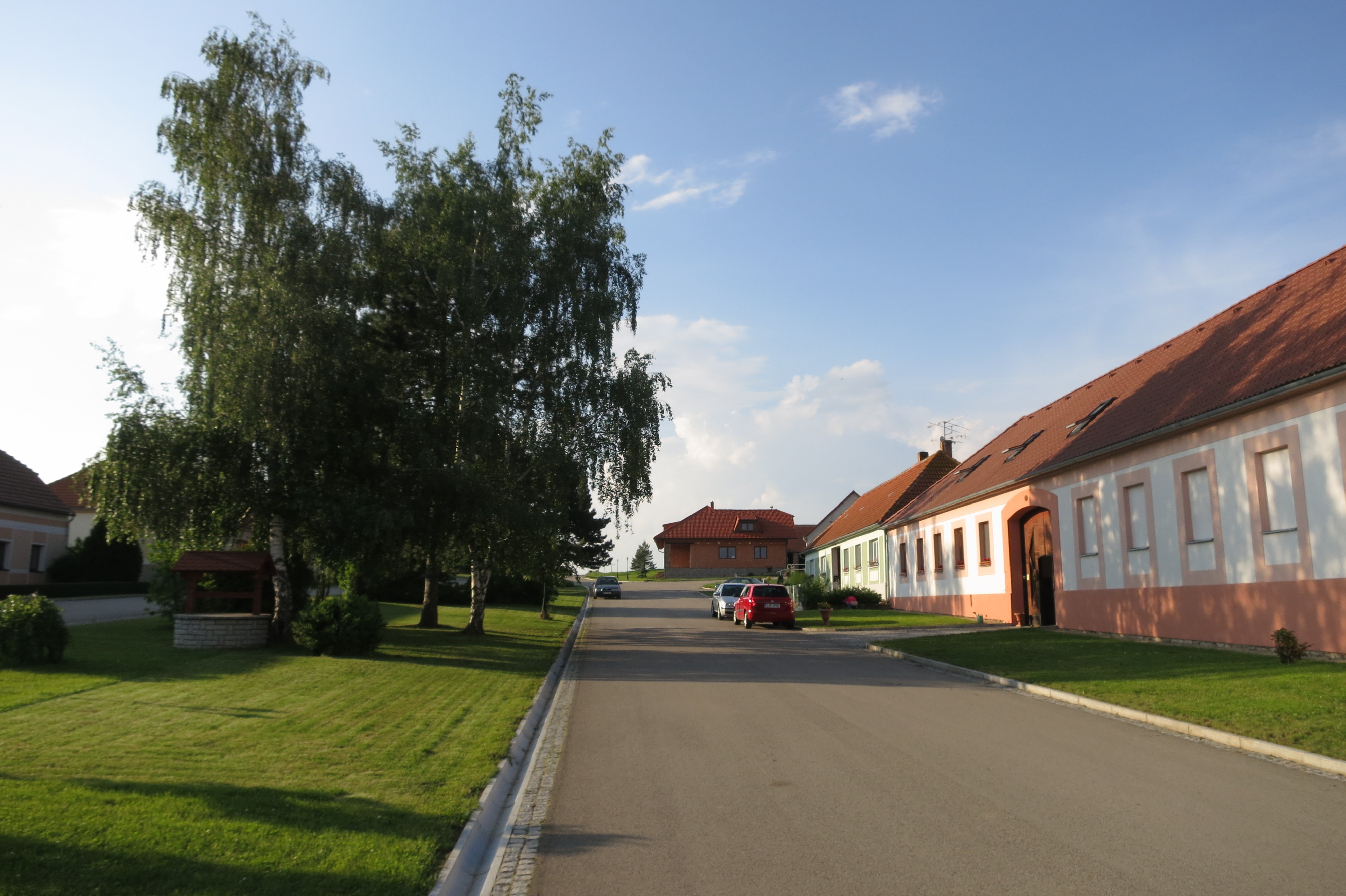
Dorfanger

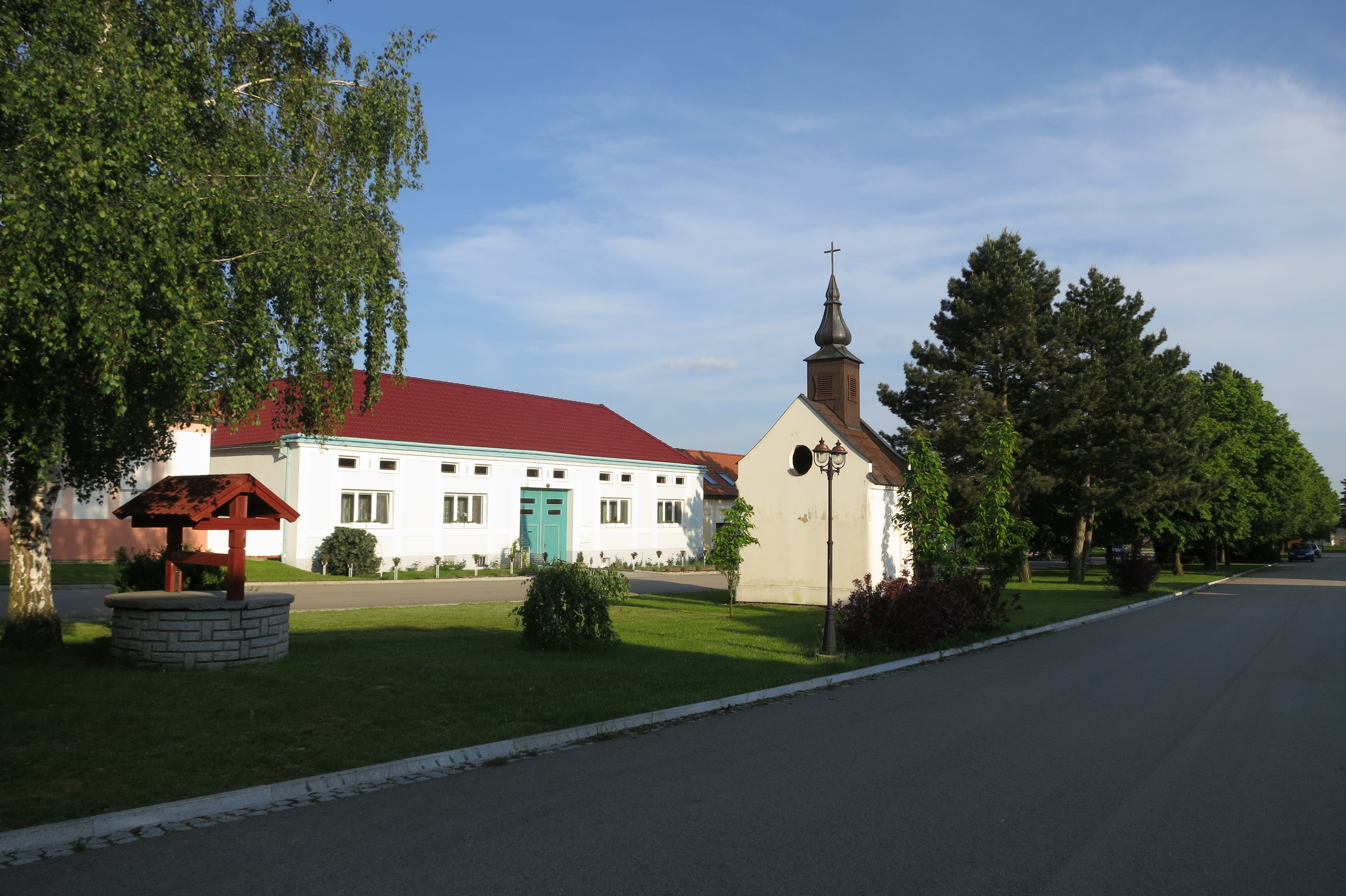
Dorfanger mit Kapelle Maria Königin

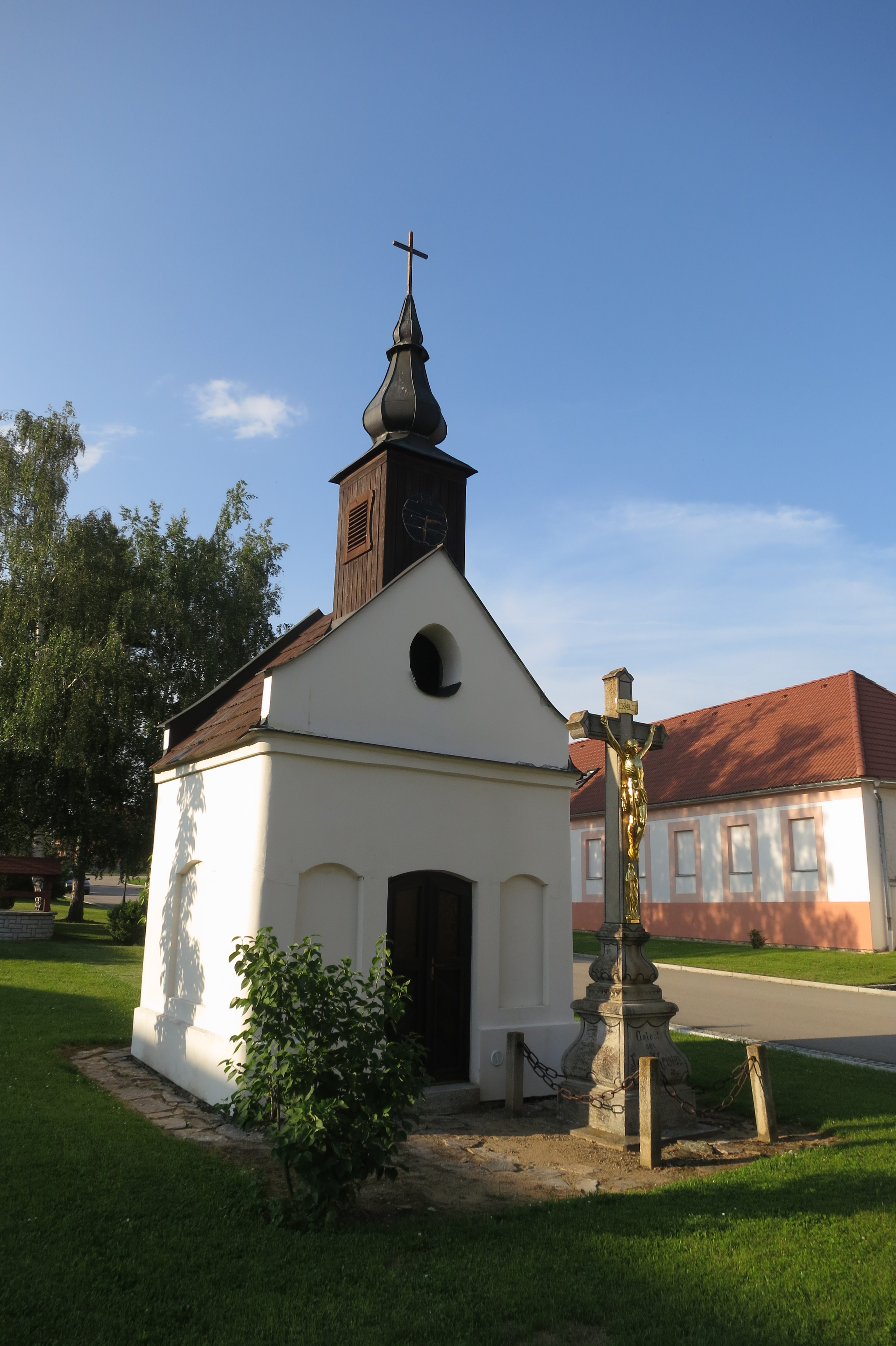
Kapelle Maria Königin und Kreuz

Lovčovice (deutsch Lospitz) ist eine Gemeinde in Tschechien. Sie liegt fünf Kilometer südwestlich von Jemnice und gehört zum Okres Třebíč. Die Gemeinde ist Teil der Mikroregion Jemnice.

## Geographie
Das Längsangerdorf Lovčovice befindet sich linksseitig des Baches Bělčovický potok in der Jemnická kotlina (Jamnitzer Becken). Südwestlich erhebt sich der Na Vyhlídce (Sonnenwendberg, 589 m n. m.), im Westen der Lukšův kopec (579 m n. m.) und die Dlouhá hora (Langenberg, 628 m n. m.) sowie nordwestlich der Sedlo (Kreuzberg, 600 m n. m.). Östlich des Dorfes verläuft die Staatsstraße II/410 zwischen Jemnice und Rancířov.
Nachbarorte sind Pálovice im Norden, Menhartice im Nordosten, Radotice im Osten, Bačkovice und Dančovice im Südosten, Plačovice und Dešná im Süden, Županovice und Chvalkovice im Südwesten, Marketa und Bělčovice im Westen sowie Hejnice und Panenská im Nordwesten.

## Geschichte
Die erste urkundliche Erwähnung von Lobcowycz erfolgte im Jahre 1351. Die älteste Nachricht über die Feste stammt von 1365, als Nevhlas von Oponešice diese mit den zugehörigen Gütern an Martin von Libosvar verkaufte. Nachfolgender Besitzer war Chval von Radkov, er veräußerte Lovčovice 1386 an die Brüder Jarek und Kuneš von Krakovice. Letzterer verkaufte das Gut 1390 an Pelhřim von Kopitec. Nach dem Tod des Peter von Lovčovice wurde Adam von Bačkovice 1414 alleiniger Besitzer des Gutes. Im Jahre 1514 wurde das Dorf als Lowczowicz bezeichnet. Als Anna von Bačkovice, die Ehefrau des Wilhelm Kuna von Kunstadt 1527 das Gut Pullitz an Johann von Taikowitz verkaufte, wurde Lovčovice einschließlich der wüsten Feste als Zubehör aufgeführt. Eva Tawikowska von Taikowitz vererbte im Jahre 1600 die Herrschaft Pullitz ihrem Mann Georg Christoph Teuffel von Gundersdorf. Im Jahre 1633 kaufte Jakob Berchtold zu Ungarschitz die Herrschaft Pullitz. Weitere Namensformen waren Laucziowicze (1602) und Laspitz (1718). Nach dem Dreißigjährigen Krieg lagen sieben der zwölf Anwesen wüst. Bis 1671 konnte lediglich eine wüste Hüfnerstelle neu besiedelt werden, so dass das Dorf als sechs Hüfnern bestand. 1793 gab es in Lospitz 22 Häuser, in denen 121 Menschen lebten. Karl von Berchtold veräußerte die Herrschaft Pullitz 1821 an August von Segür.
Im Jahre 1834 bestand das im Znaimer Kreis gelegene Dorf Lospitz bzw. Laučowice aus 25 Häusern mit 135 deutschsprachigen Einwohnern. Erwerbsquellen bildeten der Ackerbau und die Viehzucht. Pfarr- und Schulort war Döschen. Bis zur Mitte des 19. Jahrhunderts blieb Lospitz der Allodialherrschaft Pullitz untertänig.
Nach der Aufhebung der Patrimonialherrschaften bildete Lospitz ab 1848 eine Gemeinde im Gerichtsbezirk Jamnitz. Ab 1869 gehörte Lospitz zum Bezirk Datschitz; zu dieser Zeit hatte das Dorf 119 Einwohner und bestand aus 24 Häusern. 1896 wurde die Gemeinde dem Bezirk Mährisch Budwitz zugeordnet. Im Jahre 1900 lebten in Lospitz 125 Personen; 1910 waren es 117. Nach dem Ersten Weltkrieg zerfiel der Vielvölkerstaat Österreich-Ungarn, das Dorf wurde 1918 Teil der neu gebildeten Tschechoslowakischen Republik. Beim Zensus von 1921 lebten in den 23 Häusern von Lospitz 136 Personen, darunter 115 Deutsche und 21 Tschechen. Im Jahre 1930 bestand Lospitz aus 23 Häusern und hatte 134 Einwohner, davon 100 Deutsche und 34 Tschechen. Die Elektrifizierung des Dorfes erfolgte 1933.  Nach dem Münchner Abkommen wurde die Gemeinde 1938 dem Großdeutschen Reich zugeschlagen und gehörte bis 1945 zum Kreis Waidhofen an der Thaya. 1939 lebten 122 Personen in der Gemeinde. Nach dem Ende des Zweiten Weltkrieges kam Lovčovice 1945 zur Tschechoslowakei zurück, es erfolgte die Wiederherstellung der alten Bezirksstrukturen. Die deutschsprachigen Bewohner wurden 1945 vertrieben und der Ort mit Tschechen besiedelt. 1947 erfolgte die Gründung einer landwirtschaftlichen Maschinengenossenschaft. 1949 wurde die Gemeinde in den Okres Dačice umgegliedert. Im Jahre 1950 hatte Lovčovice nur noch 72 Einwohner. 1957 wurde die JZD Lovčovice gebildet; sie hatte drei Jahre später 32 Mitglieder und bewirtschaftete 255 ha. Bei der Gebietsreform von 1960 wurde Lovčovice im Zuge der Aufhebung des Okres Dačice dem Okres Třebíč zugeordnet. Die JZD Lovčovice fusionierte 1966 mit der JZD Menhartice. Am 1. April 1967 wurde Lovčovice mit Menhartice zu einer Gemeinde Menhartice-Lovčovice mit Sitz in Menhartice zusammengeschlossen. Mit Beginn des Jahres 1980 erfolgte die Eingemeindung nach Jemnice. Seit dem 1. Januar 1993 besteht die Gemeinde Lovčovice wieder. Beim Zensus von 2001 lebten in den 23 Häusern von Lovčovice 64 Personen.

## Sehenswürdigkeiten
- Erhaltenes und gepflegtes Ortsbild; sämtliche Gehöfte reihen sich zu beiden Seiten des langgestreckten begrünten Angers. Der Platz und die Fassaden der traufständigen Häuser mit Mitteleinfahrten wurden saniert; auch die das Ortsbild störenden elektrischen Freileitungen wurden beseitigt und die Stromverteilung in den Erdboden verlegt.[6] Nach 1945 wurden keine größeren Gebäude oder Anlagen errichtet.
- Kapelle Maria Königin auf dem Dorfanger erbaut im 19. Jahrhundert
- Steinernes Kreuz vor der Kapelle